# Lucifer (álbum de SHINee)
Lucifer es el segundo álbum de estudio de la boyband coreana SHINee. Fue lanzado el 19 de julio de 2010 en Corea del Sur.
El álbum está listado, por Gaon Album Chart como el sexto álbum que se vendió mejor en el 2010 en Corea del Sur, con 124,961 copias vendidas, y el repackaged versión en 17.º con 63,118 copias.

## Recepción y lanzamiento
A pocas horas después del lanzamiento del álbum, encabezó varias listas físicas y digitales en Corea del Sur.

## Canciones
| N.º | Título                          | Letras                  | Música                                                 | Duración |  |
| 1.  | «Up & Down»                     | Misfit, Jonghyun, Minho | wiidope                                                | 3:33     |  |
| 2.  | «Lucifer»                       | Yoo Young-jin           | Ryan Jhun, Yoo Young-jin, Adam Kapit, Bebe Rexha       | 3:54     |  |
| 3.  | «Electric Heart»                | Kim Bu-Min              | Hitchhiker                                             | 3:19     |  |
| 4.  | «A-Yo»                          | Ha Jung-Heon            | Denzil "iDR" Remedios, Kibwe "12Keyz" Luke, Erin Reid  | 4:27     |  |
| 5.  | «욕 (Obsession)»                | Jonghyun, Minho         | John Ho, Sean Alexander, Jimmy Burney                  | 4:08     |  |
| 6.  | «화살 (Quasimodo)»              | Jo In-Hyung             | Michael Lee                                            | 4:08     |  |
| 7.  | «악 (Shout Out)»                | JQ, Shinee, Misfit      | Steven Lee, Drew Ryan Scott, Sean Alexander            | 2:53     |  |
| 8.  | «Wowowow»                       | Kim Jin-Hee, Minho      | Will Simms, Emma Stevens                               | 3:11     |  |
| 9.  | «Your Name»                     | Onew, Minho             | Brandon Fraley                                         | 4:06     |  |
| 10. | «Life»                          | Kim Jung-Bae            | Kenzie                                                 | 4:38     |  |
| 11. | «Ready or Not»                  | Misfit                  | Setä Tamu, Mikko Tamminen, Risto Asikainen, Will Simms | 3:03     |  |
| 12. | «Love Pain»                     | Kim Tae-Sung            | Kim Tae-Sung, Roh Tae-Ryung                            | 3:43     |  |
| 13. | «사.계.후 (Love Still Goes On)» | Lee Yun-Jae, JQ         | Lee Yun-Jae, Rado                                      | 2:56     |  |

| "Hello Repackage" |              |                               |                                                          |                                                          |          |  |
| N.º               | Título       | Letras                        | Música                                                   | Arranged By                                              | Duración |  |
| 2.                | «Hello»      | Kim Ina (김이나), Minho       | Tim McEwan, Jess Cates, Lars Halvor Jensen               | Park Bum Geun (박범근)                                   | 3:04     |  |
| 3.                | «하나 (One)» | Park Sung Soo (박성수), Minho | Park Sung Soo (박성수)                                   | Park Sung Soo (박성수)                                   | 3:34     |  |
| 4.                | «Get It»     | Ceejay, Gilme, Minho, Key     | Honor Roll, Ryan Jhun, Denzil "iDR" Remedios, Kibwe Luke | Honor Roll, Ryan Jhun, Denzil "iDR" Remedios, Kibwe Luke | 3:23     |  |

## Historial del lanzamiento
Lucifer
| Versión          | Región        | Fecha                                                                                          | Discográfica(s)          | Formato |
| ---------------- | ------------- | ---------------------------------------------------------------------------------------------- | ------------------------ | ------- |
| A                | Corea del Sur | 19 de julio de 2010                                                                            | S.M. Entertainment       | CD      |
| A                | Hong Kong     | 13 de agosto de 2010                                                                           | Avex Asia                | CD      |
| A                | Taiwán        | 13 de agosto de 2010                                                                           | Avex Asia                | CD      |
| A                | Filipinas     | 18 de septiembre de 2010 (LanzamientoEspecial) 24 de septiembre de 2010 (Lanzamiento Oficial)  | Registros universales    | CD      |
| B                | Corea del Sur | 28 de julio de 2010                                                                            | S.M. Entertainment       | CD      |
| B                | Hong Kong     | 18 de agosto de 2010                                                                           | Avex Asia                | CD      |
| B                | Filipinas     | 18 de septiembre de 2010 (Lanzamiento Especial) 24 de septiembre de 2010 (Lanzamiento Oficial) | Registros universales    | CD      |
| Versión japonesa | Japón         | 15 de septiembre de 2010                                                                       | Avex Trax, Zona de Ritmo | CD+DVD  |

| Región        | Fecha                                                                                       | Etiqueta              | Formato |
| ------------- | ------------------------------------------------------------------------------------------- | --------------------- | ------- |
| Corea del Sur | 4 de octubre de 2010                                                                        | S.M. Entertainment    | CD      |
| Hong Kong     | 2010                                                                                        | Avex Asia             | CD      |
| Taiwán        | 2010                                                                                        | Avex Asia             | CD+DVD  |
| Filipinas     | 27 de noviembre de 2010 (lanzamiento especial) 3 de diciembre de 2010 (lanzamiento oficial) | Registros universales | CD      |
| Japón         | Marcha 2011                                                                                 | EMI Japón de música   | CD+DVD  |

## Posicionamiento

### Álbum Chart
Lucifer
| Listas                      | Posición |
| --------------------------- | -------- |
| Gaon Álbum semanal de Chart | 1        |
| Gaon Álbum mensual de Chart | 1        |
| Gaon Álbum anual de Chart   | 39       |

Hello
| Listas                      | Posición |
| --------------------------- | -------- |
| Gaon Álbum semanal de Chart | 1        |
| Gaon Álbum mensual de Chart | 5        |
| Gaon Álbum anual de Chart   | 21       |

## Ventas y certificaciones
| Gráfico             | Álbum           | Total    |
| ------------------- | --------------- | -------- |
| Gaon Ventas físicas | Lucifer (Álbum) | 241,432+ |
| Gaon Ventas físicas | Hello Repackage | 241,432+ |